# Хасбрук Хајтс (Њу Џерзи)
Хасбрук Хајтс (енгл. Hasbrouck Heights) град је у америчкој савезној држави Њу Џерзи.

## Демографија
По попису из 2010. године број становника је 11.842, што је 180 (1,5%) становника више него 2000. године.
| Група             | 2000.         | 2010.         |
| Белци             | 9.611 (82,4%) | 8.445 (71,3%) |
| Афроамериканци    | 200 (1,7%)    | 339 (2,9%)    |
| Азијати           | 776 (6,7%)    | 1.183 (10,0%) |
| Хиспаноамериканци | 964 (8,3%)    | 1.760 (14,9%) |
| Укупно            | 11.662        | 11.842        |